# Джонстаун (округ Лебанон, Пенсільванія)
Джонстаун (англ. Jonestown) — місто (англ. borough) в США, в окрузі Лебанон штату Пенсільванія. Населення — 1638 осіб (2020).

## Географія
Джонстаун розташований за координатами 40°24′47″ пн. ш. 76°28′51″ зх. д. / 40.41306° пн. ш. 76.48083° зх. д. (40.412978, -76.480732).  За даними Бюро перепису населення США в 2010 році місто мало площу 1,64 км², уся площа — суходіл.

## Демографія
Згідно з переписом 2010 року, у селищі мешкало 1905 осіб у 701 домогосподарстві у складі 515 родин. Густота населення становила 1160 осіб/км².  Було 718 помешкань (437/км²).
Расовий склад населення:
| - 93,2 % — білих - 1,9 % — чорних або афроамериканців - 1,1 % — азіатів - 1,5 % — осіб інших рас |

До двох чи більше рас належало 2,3 %. Частка іспаномовних становила 5,6 % від усіх жителів.
За віковим діапазоном населення розподілялося таким чином: 29,2 % — особи молодші 18 років, 62,1 % — особи у віці 18—64 років, 8,7 % — особи у віці 65 років та старші. Медіана віку мешканця становила 32,4 року. На 100 осіб жіночої статі у селищі припадало 105,3 чоловіків;  на 100 жінок у віці від 18 років та старших — 98,1 чоловіків також старших 18 років.
Середній дохід на одне домашнє господарство  становив 69 410 доларів США (медіана — 60 347), а середній дохід на одну сім'ю — 77 378 доларів (медіана — 69 000). За межею бідності перебувало 8,0 % осіб, у тому числі 8,4 % дітей у віці до 18 років та 6,8 % осіб у віці 65 років та старших.
Цивільне працевлаштоване населення становило 849 осіб. Основні галузі зайнятості: освіта, охорона здоров'я та соціальна допомога — 21,9 %, виробництво — 17,6 %, роздрібна торгівля — 11,1 %, мистецтво, розваги та відпочинок — 8,5 %.